# Thusis
Thusis (rétorománsky Tusáun, italsky Tosana) je malé město (politická obec) ve švýcarském kantonu Graubünden, okresu Viamala, jehož je zároveň hlavním sídlem. Nachází se v údolí Zadního Rýna, asi 18 kilometrů jihozápadně od kantonálního hlavního města Churu, v nadmořské výšce 720 metrů. Má přes 3 000 obyvatel.

## Geografie
Thusis leží u severního vstupu do soutěsky Via Mala. Obec sousedí na západě s pohořím Heinzenberg a na východě s pohořími Hinterrhein a Domleschg, která se rozkládají na pravém břehu Rýna.
Thusisem protéká řekla Nolla, pramenící na severním úbočí Piz Beverin; v Thusisu se vlévá do Zadního Rýna.

## Historie

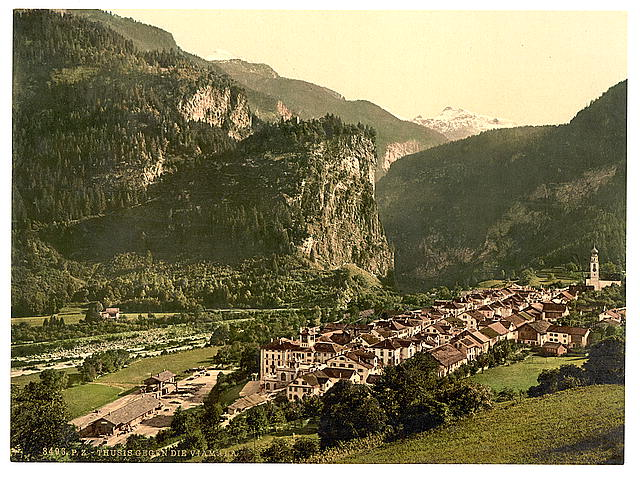
Historický pohled na Thusis (1900)

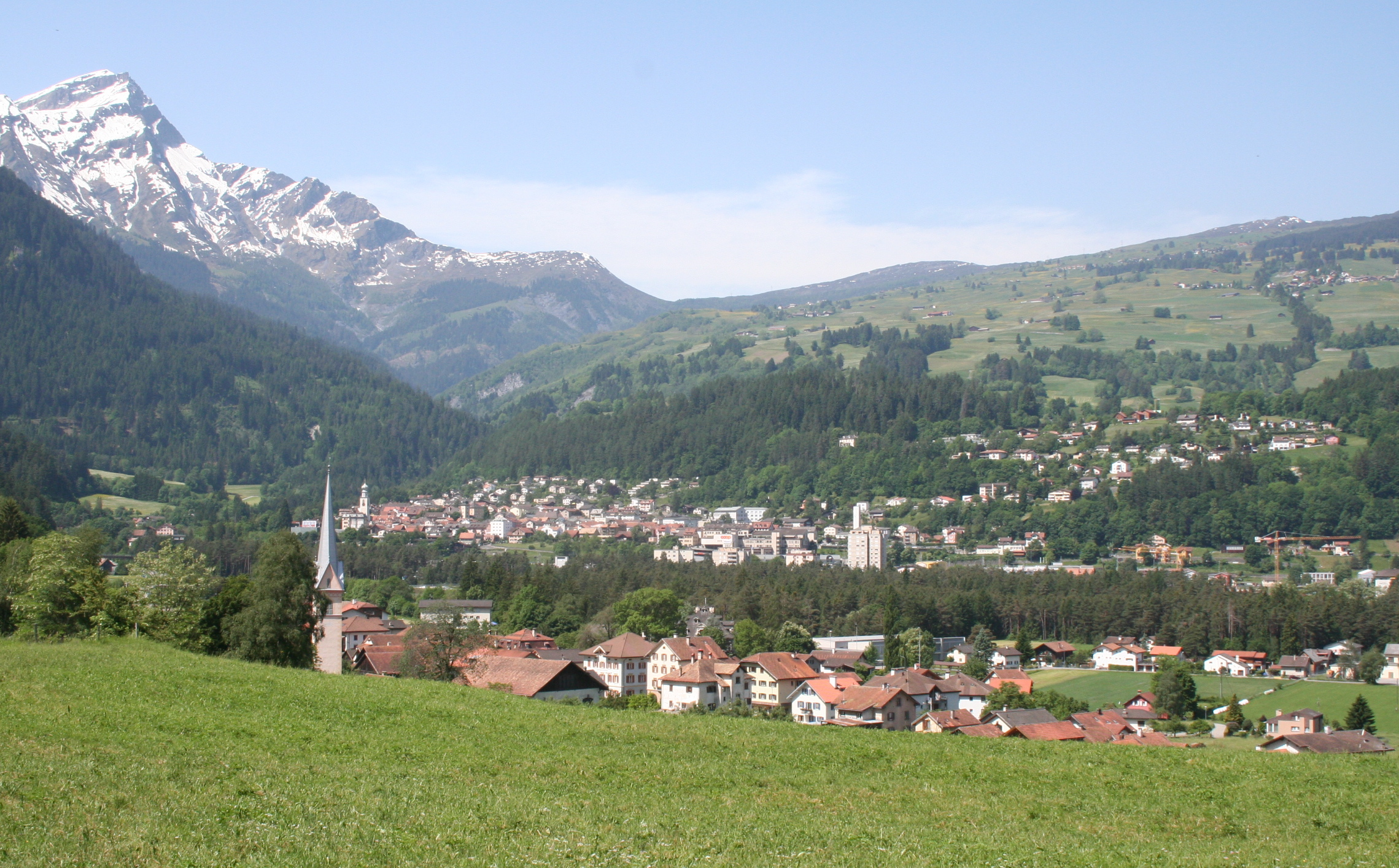
Thusis a Piz Beverin

První písemná zmínka o Thusis pochází z roku 1156 (curtim de Medezenu et Tosana) a za svůj vznik i pozdější rozvoj vděčí tranzitní dopravě do průsmyků San Bernardino a Splügen. Založení Thusisu souvisí s výstavbou a zajištěním mostu přes Rýn; jeho prudký rozvoj pak s přeložením tranzitní cesty na levý břeh Rýna a rozšířením průjezdu soutěskou Viamala od roku 1473, aby se zabránilo konkurenci ostatních alpských průsmyků, protože doprava se před soutěskou díky její neprostupnosti zastavila. Výstavba dvou mostů v letech 1738/39 a přeložení nebezpečných částí silnice, stejně jako další změna trasy v letech 1821 až 1823, nakonec soutěsku Via Mala upravily do podoby, kdy byla bezpečně sjízdná pro koňské povozy.
V roce 1618, na počátku nepokojů v Graubündenu, se v Thusisu konal trestní tribunál.
Postupem času nabýval Thusis na významu jakožto nácestná stanice na cestě ze středního Švýcarska do Itálie – na počátku 19. stolení se zde nacházely stáje pro 400 koní, hostince a obchody. O jeho významu svědčí i to, že peníze na jeho obnovu po velkém požáru v roce 1845 přišly až z Curychu, Lindau, Ravensburgu, Hamburku, Milána a Benátek. Po zahájení provozu Gotthardské dráhy v roce 1882 ztratila tranzitní doprava s povozy a koňmi v Thusis rychle svůj význam. Ve snaze obnovit původní objemy dopravy byly kolem roku 1900 vypracovány železniční projekty pro průsmyky San Bernardino a Splügen a v roce 1927, po začátku nástupu automobilů, byly vypracovány plány na výstavbu silničního tunelu pod San Bernardinem. Kvůli světovým válkám a finančním krizím byl tunel San Bernardino otevřen až 1. prosince 1967 jako první alpský silniční tunel ve Švýcarsku. Po otevření Gotthardského silničního tunelu se tento vzestup opět poněkud snížil.
Druhá etapa rozvoje obce a pozdějšího města započala koncem 19. století, kdy sem byla přivedena železnice. Železniční trať Landquart–Thusis byla otevřena roku 1896 a v návaznosti na ní započala stavba slavné Albulské dráhy. Ta byla předána do provozu v roce 1903. Trať umožnila celoroční spojení Churu a centrální části Švýcarska s údolím Engadin a rozvíjejícím se rekreačním střediskem Svatý Mořic‎‎. Od roku 1919 je Albulská dráha elektrifikována.
K 1. lednu 2018 se Thusis sloučil s dříve samostatnou obcí Mutten.

## Obyvatelstvo
| Rok            | 1629 | 1850 | 1900  | 1950  | 1980  | 1990  | 2000  | 2005  | 2010  | 2012  | 2019  |
| Počet obyvatel | 542  | 769  | 1 281 | 1 616 | 2 525 | 2 646 | 2 717 | 2 595 | 2 791 | 2 937 | 3 278 |

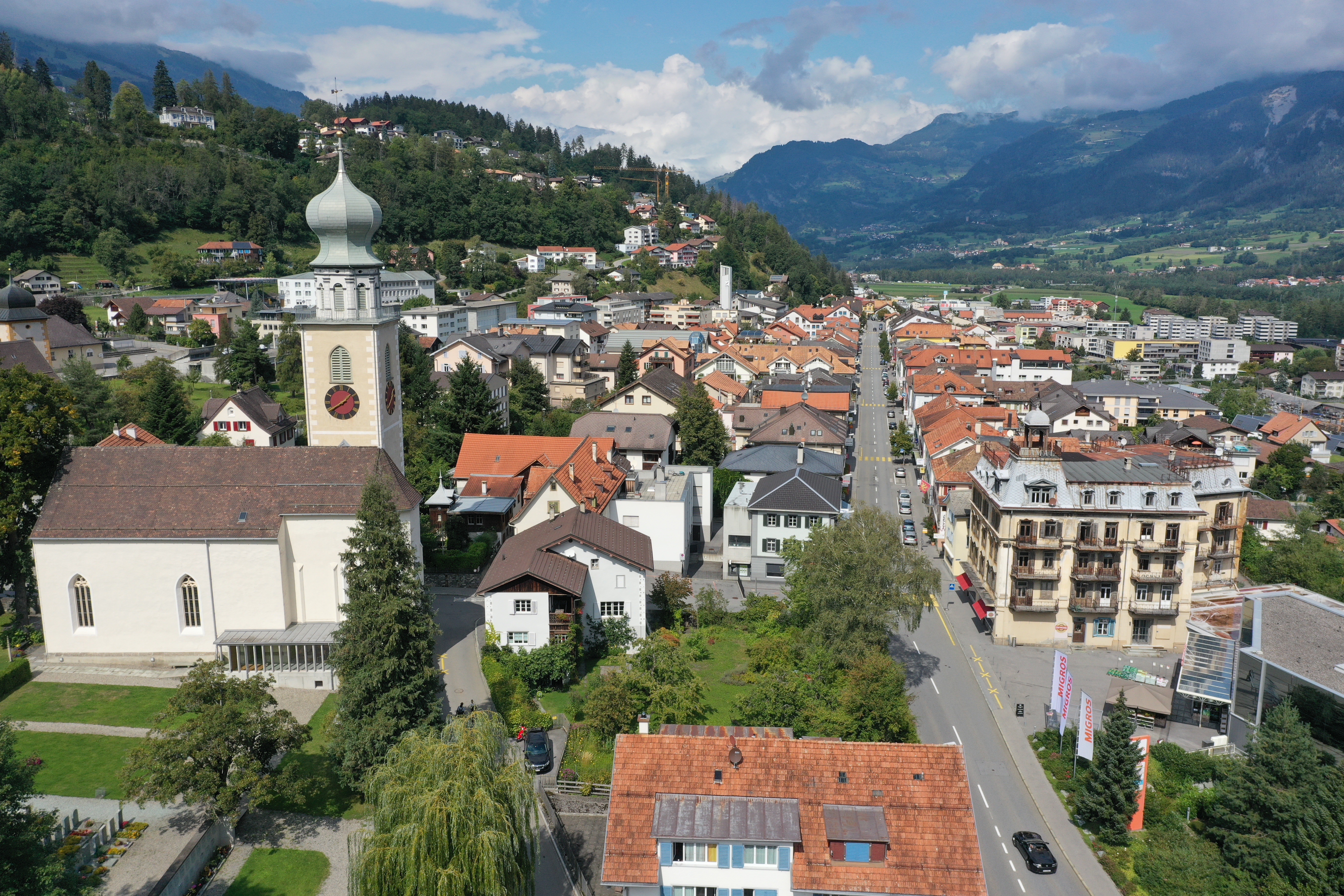
Pohled na centrum města

Navzdory své centrální funkci pro obce v Heinzenbergu zůstával Thusis až do 19. století malým městem s necelými 700 obyvateli (1850: 769 obyvatel). Mezi lety 1850 a 1888 počet obyvatel výrazně vzrostl na 1281 (1850–1888: +67 %). Poté následovala desetiletí stagnace (1888–1930). Od roku 1930 do roku 2000 počet obyvatel opět rychle rostl, zejména v letech 1941 až 1970 (1941–1970: +70 %). To bylo způsobeno přistěhovalectvím z okolních vesnic a v posledních desetiletích ze zahraničí. Nejprve přišli Italové a Španělé, poté Tamilové ze Srí Lanky a po roce 1985 přistěhovalci z Portugalska a republik bývalé Jugoslávie.

### Jazyky
Thusis je již dlouho německy mluvící obcí, kde se mluví tzv. Thusnerdeutsch. Rétorománština (dialekt sutselvisch) pravděpodobně ustoupila němčině v Thusis již v 16. století, zatímco okolní obce byly částečně poněmčeny až v 19. století. Dnes tvoří její mluvčí zlomek místních obyvatel. Malý podíl obyvatel (okolo 5 %) hovoří také italsky. Vývoj v posledních desetiletích ukazuje následující tabulka:
| Jazyky v Thusis |                   |                   |                   |                   |                   |                   |
| Jazyk           | Sčítání lidu 1980 | Sčítání lidu 1980 | Sčítání lidu 1990 | Sčítání lidu 1990 | Sčítání lidu 2000 | Sčítání lidu 2000 |
| Jazyk           | Počet             | Podíl             | Počet             | Podíl             | Počet             | Podíl             |
| Němčina         | 1 887             | 74,73 %           | 1 995             | 75,40 %           | 2 112             | 77,73 %           |
| Rétorománština  | 238               | 9,43 %            | 136               | 5,14 %            | 107               | 3,94 %            |
| Italština       | 230               | 9,11 %            | 172               | 6,50 %            | 129               | 4,75 %            |
| Počet obyvatel  | 2 525             | 100 %             | 2 646             | 100 %             | 2 717             | 100 %             |

## Doprava

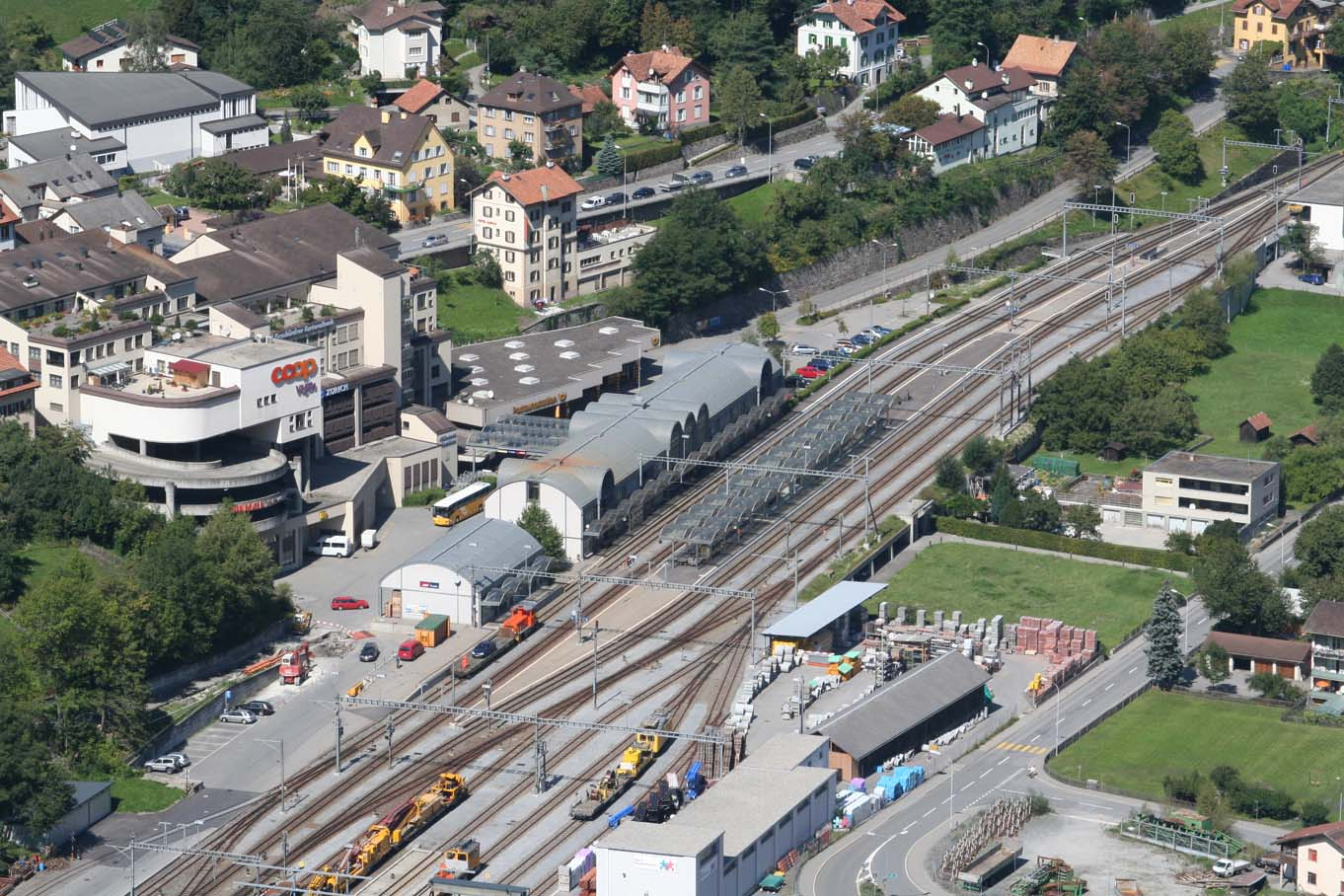
Železniční stanice Thusis

Město leží na dálnici A13 v trase St. Margrethen – Chur – Bellinzona. Železniční stanice Thusis je počáteční stanicí Albulské dráhy, překonávající stejnojmenné pohoří a končící ve Svatém Mořici.